# الطيران والبيئة

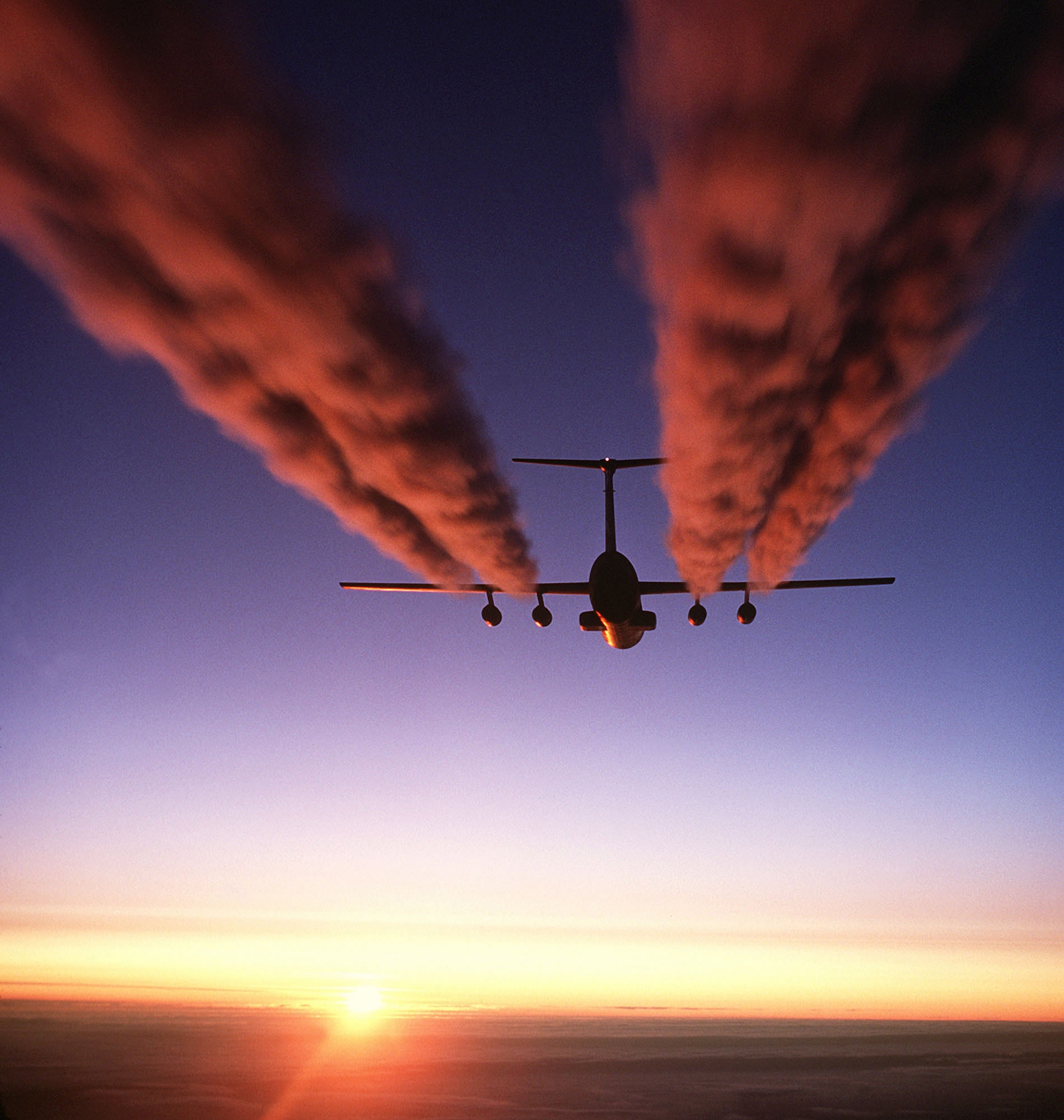
طائرة تغيم بعوادمها فوق أنتاركتيكا

يحدث التأثير البيئي للطيران بسبب محركات الطائرات التي تصدر الحرارة والضجيج والجزيئات والغازات التي تساهم في التغير المناخي والتعتيم العالمي. ينبعث من الطائرات جزيئات وغازات مثل غاز ثاني أكسيد الكربون (CO2) وبخار الماء والهيدروكربون وأول أكسيد الكربون وأكاسيد النيتروجين وأكاسيد الكبريت والرصاص والكربون الأسود، وتتفاعل هذه الانبعاثات مع نفسها ومع الغلاف الجوي. على الرغم من أن محركات العنفات المروحية والتوربينية أكثر كفاءة في استهلاك الوقود وأقل تلويثًا، لكن النمو السريع للسفر عبر الجو يساهم في ازدياد التلوث الكلي الناجم عن للطيران. من عام 1992 إلى 2005، زادت كيلومترات الركاب بمقدار 5.2% كل عام. في الاتحاد الأوروبي، زادت انبعاثات غازات الدفيئة الصادرة عن الطائرات بمقدار 87 % بين عام 1990 و2006.
تظهر الأبحاث الشاملة أنه على الرغم من الابتكارات الفعالة المترقبة لهياكل الطيارات والمحركات وديناميكا الهواء وعمليات الطيران، فإنه ليس هناك من نهاية تلوح في الأفق، حتى بعد عقود عديدة، لانبعاثات غاز ثاني أكسيد الكربون من السفر جوًا ومن الشحن الجوي، ويعود ذلك إلى النمو المستمر المتوقع للسفر عبر الجو. وهذا لأن انبعاثات الطيران العالمية قد فرت من التنظيم الدولي حتى عام 2016 وحينها وافق مؤتمر منظمة الطيران المدني الدولي الذي ينعقد كل ثلاث سنوات على إطلاق خطة موازنة وخفض الكربون للطيران الدولي. وبالإضافة إلى ذلك، بسبب الضرائب المنخفضة أو غير الموجودة على وقود الطيران، يتمتع السفر جوًا بميزة تنافسية عن أنماط النقل الأخرى بسبب انخفاض الأجور. وإن لم تطبق القيود السوقية في مكانها، سينتج عن نمو انبعاثات الطيران ازديادًا في انبعاثات القطاع لتصل تقريبًا إلى إجمالي ميزانية انبعاثات غاز ثاني أكسيد الكربون العالمية السنوية بمنتصف القرن، وذلك إن تعيّن ضبط التغير المناخي على ازدياد في درجات الحرارة يبلغ 2 مئوية أو أقل.
ثمة جدل مستمر بشأن احتمالية فرض ضرائب على السفر الجوي وتضمين الطيران في خطة تجارة الانبعاثات مع رؤية من شأنها ضمان أخذ التكاليف الخارجية الكلية للطيران بالحسبان.

## التغير المناخي
بطريقة مشابهة لمعظم النشاطات البشرية التي تشتمل على الحرق، تصدر معظم أشكال الطيران غاز ثاني أكسيد الكربون (CO2) وغيره من غازات الدفيئة ضمن الغلاف الجوي لكوكب الأرض ويساهم هذا الأمر في دفع عجلة الاحتباس الحراري و (في حالة غاز ثاني أكسيد الكربون) تحمض المحيطات. يُسلط الضوء على هذه المخاوف من قبل الحجم الحالي للطيران التجاري ومعدلات نموه. وعلى صعيد عالمي، يطير يوميًا ما يقارب 8.3 مليون شخص في عام 2014 (ثلاثة مليارات مقعد مشغول سنويًا)، ويعتبر ذلك ضعف الإجمالي في عام 1999. حرقت شركات طيران الولايات المتحدة بمفردها ما يقارب 16 مليار ومليوني غالون أميركي (6.1×1010 ليتر) من الوقود خلال الاثنا عشر شهرًا بين أكتوبر 2013 وسبتمبر 2014.
وبالإضافة إلى غاز ثاني أكسيد الكربون الصادر عن معظم الطائرات من خلال حرق الوقود كما هو الأمر في وقود النفاثات (طائرة توربين) أو بنزين الطائرات (الطائرات المكبسية)، تساهم صناعة الطيران بانبعاثات غاز الدفيئة من عربات المطار الأرضية وتلك التي تستخدم لنقل الركاب وطاقم العمل إلى المطارات، ويُضاف إلى ذلك الانبعاثات الناجمة عن توليد الطاقة المستخدمة في بناء المطارات وتصنيع الطائرات وتشييد البنية التحتية للمطار.
وبينما يعتبر غاز ثاني أكسيد الكربون هو غاز الدفيئة الرئيس المنبعث من الطائرات التي تعمل بالطاقة، قد تشمل الانبعاثات الأخرى أحادي أكسيد النيتروجين (تسمى مع بعضها أكاسيد النيتروجين أو NOX) وبخار الماء وجزيئات (السخام وجزيئات الكبريت) وأكسيد الكبريت وأحادي أكسيد الكربون (الذي يتحد مع غاز الأوكسجين فور إطلاقه مشكلًا غاز ثاني أكسيد الكربون) والهيدروكربون غير مكتمل الاحتراق ورباعي إيثيل الرصاص (في الطائرات المكبسية فقط) والجذور مثل الهيدروكسيل ويعتمد ذلك على نوع الطائرة المستعملة. يعتبر عامل ترجيح الانبعاثات هو العامل الذي يجب جداء انبعاثات غاز ثاني أكسيد الكربون الناتج عن الطيران به للحصول على انبعاثات غاز ثاني أكسيد الكربون المكافئة لظروف متوسط الفيلق السنوية في مدى 1.3-2.9.

### الآليات والآثار التراكمية للطيران على المناخ
في عام 1999، ساهمت الطائرات المدنية أثناء قيامها بالرحلات الجوية بانبعاثات عالمية من غاز ثاني أكسيد الكربون قُدرت حينها بما يقارب 2%. وعلى أية حال، في حالة الطائرات التي تحلق على ارتفاعات عالية وتدنو من طبقة الستراتوسفير أو تخترقها، قد تزيد الآثار الحساسة للارتفاع وغير المتعلقة بغاز ثاني أكسيد الكربون من الأثر الكلي على التغير المناخي الناجم عن النشاط البشري (من صنع الإنسان) بشكل ملحوظ. في عام 2007، صدر تقرير عن معهد التغير البيئي في جامعة أوكسفورد وافترض مجالًا أقرب إلى 4% من التأثير التراكمي. تساهم الطائرات التي تحلق دون سرعة الصوت بالتغير المناخي في أربع طرق:

#### غاز ثاني أكسيد الكربون ((CO2
تعد انبعاثات غاز ثاني أكسيد الكربون من الطائرات المحلقة العامل الأكثر وضوحًا وفهمًا من إجمالي مساهمة الطيران في التغير المناخي. وتعتبر آثار غاز ثاني أكسيد الكربون ومستواه متشابه بشكل واسع بغض النظر عن الارتفاع (أي أن لهم نفس الآثار الجوية الموجودة في الانبعاثات الأرضية). وفي عام 1992، قُدرت انبعاثات غاز ثاني أكسيد الكربون من الطائرات بما يقارب 2% من كل الانبعاثات الصادرة عن البشر، وفي ذاك العام كان التركيز الجوي لغاز ثاني أكسيد الكربون الناجم عن الطيران ما يقارب 1% من إجمالي الازدياد الناجم عن البشر منذ الثورة الصناعية فتراكم بشكل ضخم خلال آخر 50 عام. تشير الأرقام الصادرة عن شركات الطيران البريطانية إلى وجود انبعاثات من غاز ثاني أكسيد الكربون قدرها 100غ لكل كيلومتر يقطعه الراكب الواحد في الطائرات النفاثة الكبيرة (وهو رقم لا يمثل إنتاج الملوثات أو مسارات التكثيف الأخرى).

### أكاسيد النيتروجين (NOx)
في الارتفاعات العالية التي تطير فيها الطائرات النفاثة الكبيرة حول التروبوبوز، تكون انبعاثات أكاسيد النيتروجين فعالة على وجه الخصوص في تشكيل غاز الأوزون في أعلى التروبوسفير. وفي الارتفاعات الأعلى (8-13كم) ينتج عن انبعاثات أكاسيد النيتروجين تراكيز أعظم من الأوزون من انبعاثاته على السطح، وبدورها تشكل تأثيرًا أكبر على الاحتباس الحراري العالمي. يعد تأثير التراكيز السطحية لغاز الأوزون إقليميًا ومحليًا لكنه يندمج بشكل جيد عالميًا في منتصف مستويات التروبوسفير وأعلاها. تقلل انبعاثات أكاسيد النيتروجين من مستويات الهواء المحيط من غاز الميتان الذي يعد من غازات الدفيئة الأخرى، وينتج عن ذلك تأثير مناخي مبرد. لكن هذا التأثير لا يوازن تأثير تشكيل الأوزون من انبعاثات أكاسيد النيتروجين. لم تُحدد هذه الآثار. لا تنطبق هذه المشكلة على الطائرات التي تطير أدنى من التروبوسفير كالطائرات الخفيفة أو طائرات الركاب العديدة.

### الجزيئات
يعد إطلاق جزيئات الكبريت والسخام أقل أهمية على مستوى الكتلة. يمتص السخام الحرارة ويتمتع بتأثير حراري؛ أما جزيئات الكبريت فتعكس الإشعاع ولها تأثير مبرد صغير. بالإضافة إلى ذلك، تستطيع الجزيئات التأثير على تشكيل الغيوم وخواصها، ويشمل ذلك سحب الطخرور الطبيعية والسحب التي تتخذ شكلًا خطيًا. يتمتع تأثير انتشار السحب الذيلية وسحب الطخرور التي تنشأ منهم –تعرف سوية باسم ذيول الطخرور- بقوة إشعاعية أكبر في يومنا هذا من كل انبعاثات غاز ثاني أكسيد الكربون الناتجة عن الطيران منذ أول طيران للطائرة الأولى التي تعمل بالوقود. ومن بين الجزيئات المنبعثة من محركات الطائرات، يعتقد أن جزيئات السخام هي الأهم لتشكيل السحب الذيلية لأنها كبيرة بما يكفي لتكون أنوية تكثيف لبخار الماء. ستنتج كل الطائرات العاملة بالوقود كمية ما من السخام؛ على الرغم من أن الدراسات الحديثة تشير إلى أن تقليل المحتوى العطري من وقود الطائرة النفاثة يقلل كمية السخام الناتج.

## التغير المناخي

### انبعاثات غاز ثنائي أكسيد الكربون لكل كيلومتر يقطعه الراكب الواحد
في عام 2018، بلغ إجمالي انبعاثات غاز ثنائي الكربون من نقل الركاب  747 مليون طن، مقابل 8.5 ترليون من إجمالي الركاب الكيلومتريين الإيراديين (أر بّي كي)، ما يُمثل متوسط يقدر بنحو 88 غرامًا من غاز ثاني أكسيد الكربون لكل راكب كيلومتري إيرادي.
تتفاوت الانبعاثات لكل كيلومتر يقطعه الراكب الواحد وفقًا لحجم ونوع الطائرة، ومعدل إشغال الحمولة والركاب، والمسافة المقطوعة جوًا وتوقفات المسار، حيث يكون التأثير الإشعاعي أكبر بالارتفاعات الأكثر علوًّا.

#### أوروبا
في أوروبا، بلغ متوسط استهلاك وقود شركات الخطوط الجوية لكل راكب في عام 2017 نحو 3.4 ليتر لكل 100 كيلومتر (ما يعادل 69 ميلًا لكل غالون أمريكي)، أي أقل بنسبة 24% من إحصائيات عام 2005، لكن في ظل ازدياد الحركة الجوية بنسبة 60% إلى 1.643 مليار كيلومتر يقطعه الراكب الواحد، ارتفعت انبعاثات غاز ثنائي أكسيد الكربون بنسبة 16% إلى 163 مليون طن ما يقابل 99.8 غرامًا/كيلومتر من غاز ثنائي أكسيد الكربون لكل راكب.

#### الولايات المتحدة
في عام 2018، كان لشركات الخطوط الجوية الأمريكية معدل استهلاك من الوقود يُقدّر بنحو 58 ميلًا لكل غالون أمريكي (4.06 ليتر/100 كيلومتر) لكل راكب ايرادي في الرحلات الداخلية، أو 32.5 غرامًا من الوقود لكل كيلومتر، ما ينجم عنه 102 غرام من انبعاثات غاز ثنائي أكسيد الكربون لكل راكب كيلومتري إيرادي.

#### دوليًا
في عام 2010، كان نحو 60% من انبعاثات الطيران ناجمة عن الرحلات الجوية الدولية. لم تكن هذه الرحلات الجوية تنطوي تحت بنود اتفاق باريس للمناخ وأهدافه المتمثلة بخفض الانبعاثات: وعلى الرغم من ذلك حدّدت منظمة الطيران المدني الدولي انبعاثات الكربون من الرحلات الجوية في عام 2020 على أنها الحد الأقصى الذي يُصرّح لشركات الطيران بتصريفه.

#### الانبعاثات حسب فئة الركاب، وتأثيرات ترتيب المقاعد
نشر البنك الدولي في عام 2013 دراسة حول تأثير انبعاثات غاز ثنائي أكسيد الكربون على تنقلات وسفر موظفيه بواسطة درجة رجال الأعمال أو الدرجة الأولى، مقابل استخدام الدرجة الاقتصادية. من بين العوامل التي أُخذت بعين الاعتبار في الدراسة أن هذه الدرجات الممتازة تأخذ مكان المزيد من المقاعد الاقتصادية بشكل تناسبي من أجل نفس السعة الإجمالية لمساحة الطائرة، والعوامل المرتبطة بحمولة الطائرة المختلفة وعوامل الوزن. لم تؤخذ هذه العوامل بعين الاعتبار في الطرق القياسية السابقة لحساب الكربون. (بالإضافة إلى ذلك، يتمتع مسافرو الدرجة الأولى بوزن أكبر من الأمتعة المسموح بنقلها، وبالتالي تشغل أمتعتهم مساحة أكبر كذلك). خلصت هذه الدراسة بنتيجة مفادها أنه عند أخذ متوسط عوامل الحمولة الخاصة، كل على حدة، بعين الاعتبار (النسبة المئوية للمقاعد المشغولة) في مقاعد الجلوس لكل درجة، فإن الأثر الكربوني في درجة رجال الأعمال والدرجة الأولى أعلى بثلاث مرات وتسع مرات مما هي عليه في الدرجة الاقتصادية. تُشير دراسة متعلقة بالسياق ذاته صادرة عن المجلس الدولي للنقل النظيف إلى مزيد من المعلومات فيما يتعلق بتأثير ترتيب المقاعد على انبعاثات الكربون والتي جاء فيها:
تُسّوق الطائرة إيرباص إيه 380 على أنها «العملاق الأخضر» وواحدة من أكثر الطائرات الصديقة للبيئة تقدمًا على الإطلاق. إلا أن هذا التمثيل يعتمد على الطاقة الاستيعابية القصوى لتكوين الطائرة، أو ما يعادلها بنحو 850 مسافر بالدرجة الاقتصادية. في واقع الأمر، تحتوي الطائرة النموذجية إيرباص إيه 380 على 535 مقعد. استهلاكها للوقود مشابه لنظيرتها بوينغ 400-747 وأكثر استخدامًا بنحو 15% من الطائرة بوينغ 777-300 بناءً على عدد الأميال التي يقطعها الراكب الواحد (هذه الأرقام حُسبت وحُللت باستخدام برنامج بيانو-5 في رحلة جوية من مطار أبو ظبي الدولي إلى مطار لندن هيثرو، مع افتراض قيمة عامل حمولة الركاب بنسبة 80%، وبمتوسط عدد مقاعد الأسطول الموجودة في الخدمة).